# Газаль, Салим
Сали́м Газа́ль (7 июля 1931, аль-Масгара, Бекаа — 29 апреля 2011, Сайда) — епископ Мелькитской католической церкви, вспомогательный епископ Антиохийского мелькитского патриархата, титулярный епископ Эдессы Осроенской, верховный генерал монашеского ордена василиан-мелькитов Святейшего Спасителя.

## Биография
Салим Газаль родился 7 июня 1931 года в городе Машгара, Ливан. После окончания школы поступил в монашеский орден базилиан-мелькитов Святейшего Спасителя. 22 июня 1958 года был рукоположён в священника. В 1962 году Салим Газаль был назначен ответственным за межрелигиозный диалог между христианами и мусульманами. В 1990 году он вместе с единомышленниками основал Центр диалога и развития, целью которого стало развитие межрелигиозного сотрудничества, организация различных симпозиумов и конференций. Организация занимается также благотворительной деятельностью.
С 1985 по 1989 год Салим Газаль был апостольским администратором в Сайде. С 17 июня 1995 года по 22 июня 2001 год был верховным генералом ордена василиан-меликитов Святоейшего Спасителя.
22 июня 2001 года Салим Газаль был назначен титулярный епископ мелькитской епархии Эдессы Осроенской и викарным епископом Антиохийского мелькитского патриархата. 5 августа 2001 года был рукоположён в епископа мелькитским патриархом Григорием III Лахамом.
C 2001 по 2006 год Салим Газаль служил в курии Антиохийского мелькитского патриархата. 14 апреля 2005 года подал в отставку.
4 ноября 2007 года Салим Газаль получил премию «Pacem in Terris Peace and Freedom Award» за пятидесятилетнюю деятельность в христианско-мусульманском межрелигиозном диалоге,